# 싸이닉솔루션
싸이닉솔루션(영어: Synic Solution)은 대한민국의 시스템 반도체 전문 기업이다. ASIC(주문형 반도체), ASSP(표준형 반도체), MEMS 센서와 같은 첨단 반도체 제품을 설계 및 공급하며, SK하이닉스 시스템아이씨의 디자인하우스 업무를 수행하고 있다. 2021년에는 5천만 달러 수출의 탑을 수상했으며, 2023년 기준 매출액은 약 1,335억 원에 달했다.

## 역사 및 현황
2005년 1월 18일에 설립되었으며 2025년 7월 7일부로 코스닥 시장에 상장하였다.